# Dendrobium sinuosum
Dendrobium sinuosum är en orkidéart som beskrevs av Oakes Ames. Dendrobium sinuosum ingår i släktet Dendrobium, och familjen orkidéer. Inga underarter finns listade i Catalogue of Life.